# جنينة رسلان
جنينة رسلان بلدة وناحية إدارية سورية في شرق منطقة دريكيش التابعة لمحافظة طرطوس. بلغ عدد سكان الناحية 9,846 نسمة حسب تعداد عام 2004.
تقع على بعد 7 كم شمال الدريكيش وتبعد 37 كم إلى الشرق من مدينة طرطوس.